# Eliot Hodgkin
Pour les articles homonymes, voir Hodgkin.
Eliot Hodgkin est un peintre britannique né en 1905 à Purley-on-Thames près de Reading, dans le Berkshire, mort en 1987.

## Biographie

### L'artiste
Il réalise des natures mortes de plantes, de fruits, de légumes et d'autres objets inanimés avec une précision digne des grands illustrateurs botaniques des siècles passés.
Son prix record est une nature morte intitulée Violet II, tempera sur panneau, 7 par 15 cm, vendu 51 700 £ chez Christie's South Kensington, le 6 septembre 2000, lot 101.

### Le collectionneur
Plusieurs œuvres de sa collection furent vendues après sa mort par les soins de Christie's : vente Old Master and 19th Century Drawings, 14 juillet 2006. Les lots 78 et 79 étaient des études de champignons de Philipp Ferdinand de Hamilton, (1664-1750), le lot 97 une étude à l'huile d'un renard d'Alexandre-François Desportes, le lot 99 un dessin de paysage attribué à Jean-Baptiste Oudry, le lot 126 un dessin d'Ingres représentant une étude de nu et enfin le lot 150 une huile sur papier décrivant l'intérieur d'une armurerie jadis considéré comme de Bonnington, de nos jours comme de l'école française du XIXe siècle.